# Pierre-Charles-Alexandre Louis
Pour les articles homonymes, voir Louis.
Pierre-Charles-Alexandre Louis, né à Ay (Champagne) le 14 mai 1787 et mort le 22 août 1872, est un médecin français qui a joué un rôle important dans l'élaboration des bases de la médecine scientifique telle qu'elle s'est développée à partir de la première moitié du dix-neuvième siècle. Il a été à l'origine de la statistique médicale et un des premiers à mettre en cause l'utilité de la saignée systématique abusivement pratiquée en son temps. Injustement oublié en France, il est encore considéré aux États-Unis comme un des promoteurs de la médecine basée sur les preuves et dite "Evidence Based Medicine".

## Biographie
Né dans la petite ville d'Ay en Champagne, Louis commence son éducation à la maison avant de rejoindre un pensionnat à Paris. Bien qu'attiré dans un premier temps par le droit, il décide de partir à Reims apprendre la médecine pendant une année auprès du Dr Noël, qui le recommande par la suite à l'un de ses amis, médecin de la Charité connu par sa thèse sur les crises, Théodoric-Nilammon Lerminier à Paris. En 1813, il soutient sa thèse de médecine à l'âge de 26 ans.
Après une courte tentative d'exercice à Paris, il retourne pratiquer la médecine dans sa ville natale où il rencontre M. le comte Armand de Saint Priest, gouverneur de Kherson et de Podolie qui lui propose une offre en Russie. Louis accepte et part le soir même avec le gouverneur.
Après plusieurs années de voyages en Russie et après avoir terminé son travail auprès du gouverneur, il s'installe et exerce à Odessa avant de reprendre le chemin de Paris vers le milieu des années 1820. Il s'installe alors dans un petit entresol qu'on lui concède à l'hôpital de la Charité sur la demande de son ami, M. Chomel. Pendant six années, il recueille plus de 2000 observations. Il fait d'abord connaître les résultats de ses autopsies puis partage ses travaux en deux groupes : maladies chroniques et maladies aiguës. Parmi ces maladies, il se concentre tout particulièrement sur la phtisie et publie en 1825 Recherches sur la phtisie, étude de 167 cas en pré et post mortem, qui lui ouvrirent les portes de l'Académie.
C'est avec ses travaux qu'il introduit la méthode numérique en médecine. Il est considéré à ce titre comme le père spirituel de la médecine basée sur la preuve dite aussi evidence-based medicine (EBM).
Il est célèbre pour ses recherches sur la tuberculose et la fièvre typhoïde ainsi que pour la controverse qui l'opposait au médecin et chirurgien français François Broussais sur l'utilisation des saignées dans le traitement de la pneumonie dont il démontra contre le consensus de l'époque qu'elles n'amélioraient pas l'état du malade, contrairement à ce que les professeurs enseignaient en se fondant sur leur expérience clinique.